# Kostjantyn Simčuk
Kostjantyn Mykolajovyč Simčuk (in ucraino Костянтин Микола́йович Симчук?; Kiev, 26 febbraio 1974) è un ex hockeista su ghiaccio ucraino.

## Carriera
Nel corso della sua carriera ha indossato le maglie di Salavat Julaev, Metallurg Magnitogorsk, HC CSKA Mosca, HC Spartak Mosca, THK Tver, HC Sibir, Sokil Kyiv e HC Budivelnyk.
Nel 2005 è stato nominato giocatore ucraino dell'anno.